# Cissa
A Cissa a madarak (Aves) osztályának verébalakúak (Passeriformes) rendjébe, ezen belül a varjúfélék (Corvidae) családjába tartozó nem.

## Rendszerezésük
A nemet Friedrich Boie német ornitológus és ügyvéd írta le 1826-ban, az alábbi fajok tartoznak ide:
- zöld kitta (Cissa chinensis)
- aranyhasú kitta (Cissa hypoleuca)
- borneói kitta (Cissa jefferyi)
- rövidfarkú kitta (Cissa thalassina)

## Előfordulásuk
Délkelet-Ázsia területén honosak. Természetes élőhelyeik a szubtrópusi vagy trópusi síkvidéki és hegyi esőerdők. Állandó, nem vonuló fajok.

## Megjelenésük
Testhosszuk 33-39 centiméter körüli.